# Театър на работническата младеж
Театърът на работническата младеж (на руски: Театр рабочей молодёжи, ТРАМ) е театър в Санкт Петербург, Русия, работил през 1925 – 1932 година.
Създаден е като самодеен театър на Комсомола и работи главно за целите на политическата пропаганда на тоталитарния комунистически режим. Театърът придобива популярност и поставя началото на мрежа от подобни театри в други градове на Съветския съюз. При проведената от режима кампания за централизация на културния живот, през 1932 година е обединен с два други театъра във вече професионален Ленинградск театър на Ленинския комсомол.